# 水母湖
水母湖（帕勞語：Ongeim'l Tketau）是位於帛琉洛克群岛埃尔马尔克岛的一個海洋湖。每天有數百萬隻金色水母在湖中橫跨移動。
水母湖通過古老的中新世礁石的石灰岩裂縫和隧道與海洋連接。其結構原為海的一部分，後由於地殼運動，周圍的海床升高，逐漸與外海隔絕，因此於湖中棲息的金色水母以及湖中可能存在的其他物種已經演化成與附近潟湖不太相同的特性。目前該湖泊是帕劳聞名於世的浮潛勝地。

## 外部連結
- Video of snorkeler freediving through the lake （页面存档备份，存于） at Vimeo
- Video from under the lake （页面存档备份，存于） at YouTube